# 46. Landwehr-Division (2. Königlich Sächsische)
Die 46. Landwehr-Division (2. Königlich Sächsische) war ein Großverband der Sächsischen Armee im Ersten Weltkrieg.

## Gefechtskalender
Die Division wurde im Februar 1917 im Bereich des XII. (I. Königlich Sächsisches) Armee-Korps in Dresden aus Landwehr- und Ersatzeinheiten zusammengestellt. Sie kam dann Mitte März 1917 an die Ostfront, verblieb dort über das Kriegsende hinaus und fungierte als Polizei- und Besatzungsmacht in Litauen.

### 1917
- 13. März bis 5. Dezember – Stellungskämpfe zwischen Njemen-Beresina-Krewo-Smorgon-Narotsch-See-Tweretsch
  - 19. bis 27. Juli – Abwehrschlacht Smorgon-Krewo
- 06. bis 17. Dezember – Waffenruhe
- ab 17. Dezember – Waffenstillstand

### 1918
- bis 18. Februar – Waffenstillstand
- 18. Februar bis 3. März – Verfolgungskämpfe durch Weißruthenien
- 03. März bis 15. November – Okkupation großrussischen Gebietes
- ab 16. November – Besatzungs- und Sicherungsdienst in Litauen und Weißrussland

### 1919
- bis 11. Februar – Besatzungs- und Sicherungsdienst in Litauen

Am 22. Februar 1919 wurde Generalleutnant Walter von Eberhardt Kommandeur der Division. Aus Freiwilligen der Division wurde im April die Brigade Südlitauen, ein Freikorps, gebildet, die aus den Freiwilligen-Regimenter 18, 19 und 20, der Freiwilligen Fliegerstaffel 18 und den Freiwilligen Artillerie-Abteilungen 18 und 19 bestand und mit litauischen Truppen gegen die Invasionstruppen der Roten Armee kämpfte. Die letzten Freiwilligen der Brigade Südlitauen verließen Litauen im Juli 1919.

## Gliederung

### Kriegsgliederung vom 15. Februar 1917
- 46. Landwehr-Infanterie-Brigade
  - Landwehr-Infanterie-Regiment Nr. 101
  - Landwehr-Infanterie-Regiment Nr. 103
  - Landwehr-Infanterie-Regiment Nr. 105
  - 4. Eskadron/Ulanen-Regiment „Kaiser Franz Josef von Österreich, König von Ungarn“ (1. Königlich Sächsisches) Nr. 17
  - Feldartillerie-Regiment Nr. 246
  - Landwehr-Pionier-Kompanie/XII. (I. Königlich Sächsisches) Armee-Korps
  - Scheinwerferzug Nr. 404
  - Minenwerfer-Kompanie Nr. 346
  - Divisions-Fernsprech-Abteilung Nr. 546

### Kriegsgliederung vom 25. Januar 1918
- 46. Landwehr-Infanterie-Brigade
  - Landwehr-Infanterie-Regiment Nr. 101
  - Landwehr-Infanterie-Regiment Nr. 103
  - Landwehr-Infanterie-Regiment Nr. 105
  - 4. Eskadron/Ulanen-Regiment „Kaiser Franz Josef von Österreich, König von Ungarn“ (1. Königlich Sächsisches) Nr. 17
- Artillerie-Kommandeur Nr. 140
  - Feldartillerie-Regiment Nr. 246
- Pionier-Bataillon Nr. 446
- Divisions-Nachrichten-Kommandeur Nr. 546

## Kommandeure
| Dienstgrad      | Name                    | Datum                                 |
| --------------- | ----------------------- | ------------------------------------- |
| Generalleutnant | Bernhard von Watzdorf   | 13. Februar bis 8. September 1917     |
| Generalmajor    | Otto von Ompteda        | 08. September 1917 bis 7. August 1918 |
| Generalmajor    | Albrecht von Mandelsloh | 07. August 1918 bis 21. Februar 1919  |
| Generalleutnant | Walter von Eberhardt    | 22. Februar 1919 bis April 1919       |